# 65ª sessione dell'Assemblea generale delle Nazioni Unite
La 65ª sessione dell'Assemblea generale delle Nazioni Unite si è svolta dal 22 settembre 2010 al 12 settembre 2011.
Le sessioni sono state presiedute da Joseph Deiss, rappresentante della Svizzera.

## Risoluzioni

### 9ª convocazione: 22 settembre 2010
- A/RES/65/1 - Mantenere la promessa: uniti per raggiungere gli Obiettivi di Sviluppo del Millennio.

### 18ª convocazione: 25 settembre 2010
- A/RES/65/2 - Documento finale della riunione di riepilogo ad alto livello sull'attuazione della strategia di Mauritius per l'ulteriore attuazione del programma d'azione per lo sviluppo sostenibile dei piccoli stati insulari.

### 27ª convocazione: 8 ottobre 2010
- A/RES/65/3[collegamento interrotto] - Scala di valutazione per la ripartizione delle spese delle Nazioni Unite: richieste ai sensi dell'articolo 19 della Carta.

### 32ª convocazione: 18 ottobre 2010
- A/RES/65/4[collegamento interrotto] - Lo sport come mezzo per promuovere l'educazione, la salute, sviluppo e pace.

### 34ª convocazione: 20 ottobre 2010
- A/RES/65/5 - Settimana Mondiale dell'Armonia Interreligiosa.

### 101ª convocazione: 21 giugno 2011
- A/RES/65/282: nomina del Segretario Generale delle Nazioni Unite.

### 106ª convocazione: 30 giugno 2011
- A/RES/65/306[collegamento interrotto]: finanziamento delle attività derivanti dalla risoluzione 1863 del Consiglio di Sicurezza (2009).

### 108ª convocazione: 14 luglio 2011
- A/RES/65/308[collegamento interrotto]: ammissione della Repubblica del Sudan del Sud come membro delle Nazioni Unite.

### 118ª convocazione: 12 settembre 2011
- A/RES/65/313: sollecito per la Conferenza sul Mondo Finanziario e la Crisi Economica ed il suo Impatto sullo Sviluppo.
- A/RES/65/314: modalità per il quinto High-level Dialogue on Financing for Development.
- A/RES/65/315: rivitalizzazione dei lavori dell'Assemblea generale delle Nazioni Unite.
- A/RES/65/316: cooperazione tra le Nazioni Unite ed il Forum delle isole del Pacifico.